# أبو ظبيان الأعرج
أبو ظبيان الأعرج الغامدي، صحابي، فارس، شاعر، قائد مسلم، وأحد أشهر فرسان العرب في الجاهلية والإسلام، وفد إِلى النبي صلى الله عليه وسلم وأسلم، وكتب له النبي كتابًا إلى غامد، شارك في الفتوحات الإسلامية، وهو صاحب رايتهم في معركة القادسية.

## اسمه ونسبه
- هو عبد شمس بن الحارث بن كثير بن جُشَم بن سُبَيع بن مالك بن ذُهْل بن مازن بن ذُبيان بن ثَعلَبة بن الدُّول بن سعد مناة بن غامد الأَزدي الغامدي، معروف بكنيته أبو ظبيان الأعرج.[1]

## حياته
هو أحد فرسان العرب الثلاثة الذين أخبر عنهم القسملي.
قال ابن الكلبي والطبري: وفد على الرسول ﷺ وكتب له كتابًا، وهو حامل لواء غامد يوم القادسية، ، كما أنه أحد أشراف الأزد وكان سيدا في قومه، وقد وصفته المصادر بأنه كان فارساً شجاعاً مغواراً وشاعراً وخطيباً مفوهاً، وهو القائل:
| أنَا أبُو ظَبْيان غير المكْذَبَة  |  | أنَا أبُو العَفَـــا وَحَــقّ اللَّهَبــَهْ |
| أكْرِمُ مَنْ تَعْلَمُــهُ مِنْ ثَعْلبَــة |  | ذُبَيَانُهَا وَبَكْرُها فِي المَكتبَهْ       |
| نَحْنُ صِحَابُ الجَيْشِ يوَمْ َالأحْسَبَهْ |  |                                 |

قال ابن حجر: «واستبعد أن يكون النبي صلى الله عليه وسلم لم يغير اسمه.» وقال ابن سعد: أدرك عمر بن الخطاب. وقال ابن دريد في «الاشتقاق»: «كان فارسًا شاعرًا وكان في ألفين وخمسمائة من العطاء، وكان كثير الغارة.»

## قتلالأسد
- قتله للأسد

خرج أبو ظبيان مرّة من غامد، فأبصر أسدا، ولا سلاح معه، فمنعته الأنفة والحميّة أن يولّي عن الأسد. فشدّ على الأسد جاسرا، فجعل يمارسه وعقره الأسد، فلم يزل أبو ظبيان يمارسه حتى لحقوه بسيف فأخذه وضرب به الأسد فقتله، فشمت بأبي ظبيان رجل من غامد كان يحسده لأن الأسد عقره فقال:

| ألا ابلغ أبا ظبيان عني     |  | ففيمـا اللوم أن لم يحمدوني |
| كسـوت السيـف جمجمة وقاحًا   |  | وأنتم تنظرون إلى القرون    |
| فإن تك شامتًا جهلًا وظلمًا    |  | فقد عزلـت يمينـك عن يميني  |
| وان تعنف علي فإن عندي      |  | مكارمة أجنّبها مهيني        |
| واعطيها الكريـم إذا بغاهـا |  | فتبلغ غامدا خبر اليقين     |

## رده لـغزوةخثعم
- يوم العقيق
 كان أبو ظبيان نائما بالعقيق ورسن فرسه بيده، فإذا هو بصهيل الخيل فوثب فركب فرسه، فإذا حصيدة القحافي في خثعم يريد الغارة على غامد، وكانت غامد بهضيبة الأمعز، فلم يخبر أبو ظبيان قومه، وواقع القوم فلم يزل يطعن فيهم حتى كشفهم، وشدّ على حصيدة فطعنه فقتله، فانهزم أصحابه، فقالت غامد لأبي ظبيان: لو أنك اخبرتنا لقاتلنا معك، فقال:[5][6]

| فسلوهم بالقاع كيف بداهتي  |  | وسلوهم عني بلَوذ الأسود      |
| جرُّوا حُصيدة بعد ما أدميته  |  | بالرمح مثل طائر القَشِب الردي |
| قد صدّني عنه الرماح وأسرة  |  | تحنو عليه وأسرتي لم تشهد    |
| ثكل العواذل أمّهنّ ألم يروا |  | إبلآ محبّسةً لنخل المسجد      |
| فيها اثنتان وأربعين حلوبة |  | سودًا كخافية الغراب الأسود   |
| بَدرَ الفوارس أخذها فمنعتها |  | جُونًا وأدمًا مثل حَبّ الغرقد    |
| ما كان لي من صاحب فألومه  |  | يوم العقيق ولست بالمستعبد   |

## موقفه مععمر بن الخطاب
عن أبي ظبيان الأزدي قال: قال لي عمر بن الخطاب: (ما مالك يا أبا ظبيان؟ قال: قلت: أنا في الفين وخمسمائة قال: فاتخذ سأئما فإنه يوشك أن يجيء أغيلمة من قريش يمنعون هذا العطاء).

## من قصائده
كان أبو ظبيان شاعرًا معروفًا بشعره متمكنًا فيه، يَكتُب عن معارِكه وغزواته، تجلى شعر أبو ظبيان بشكل أساسي في الوصف والحماسة، ومِن شعره عندما رأى خيل النجاشي وقتله، فقال:
| لَمَّا رَأَيـتُ الخَيلَ قَدْ جَدَّ نَفرُهَا     |  | وَضَاقَ عَلَينَا بَعدَ رَحبِ طَرِيقُهَا    |
| تَرَكتُ ابنَ عَبَّادٍ وَفِيهِ مُرِشَّـةٌ        |  | يُكَفِـتُ أَحشـاءَ الجَـبَان صَـفِيقُهَا |
| إِذَا كَـشَفُوا عَـنهَا الصـُّبار تَمطّقَـت |  | تَمَطُّـقَ أُمَّ البِكـر شِـيبَ غَـبُوقُهَا |